# BeFour
beFour — немецкая поп-группа, основанная в Кёльне (Германия). Участники группы были отобраны для телевизионного шоу beFour: Das Star-Tagebuch («Дневник звезды»), которое показывали ежедневно в 14:20 в течение трёх месяцев.
Первый сингл «Magic Melody» является кавер-версией песни «Песенка», первоначально прозвучавшей в исполнении группы «Руки Вверх!» в 1998 году. Сингл «No Limit» является ремейком песни евродэнс-группы 2 Unlimited.

## Состав

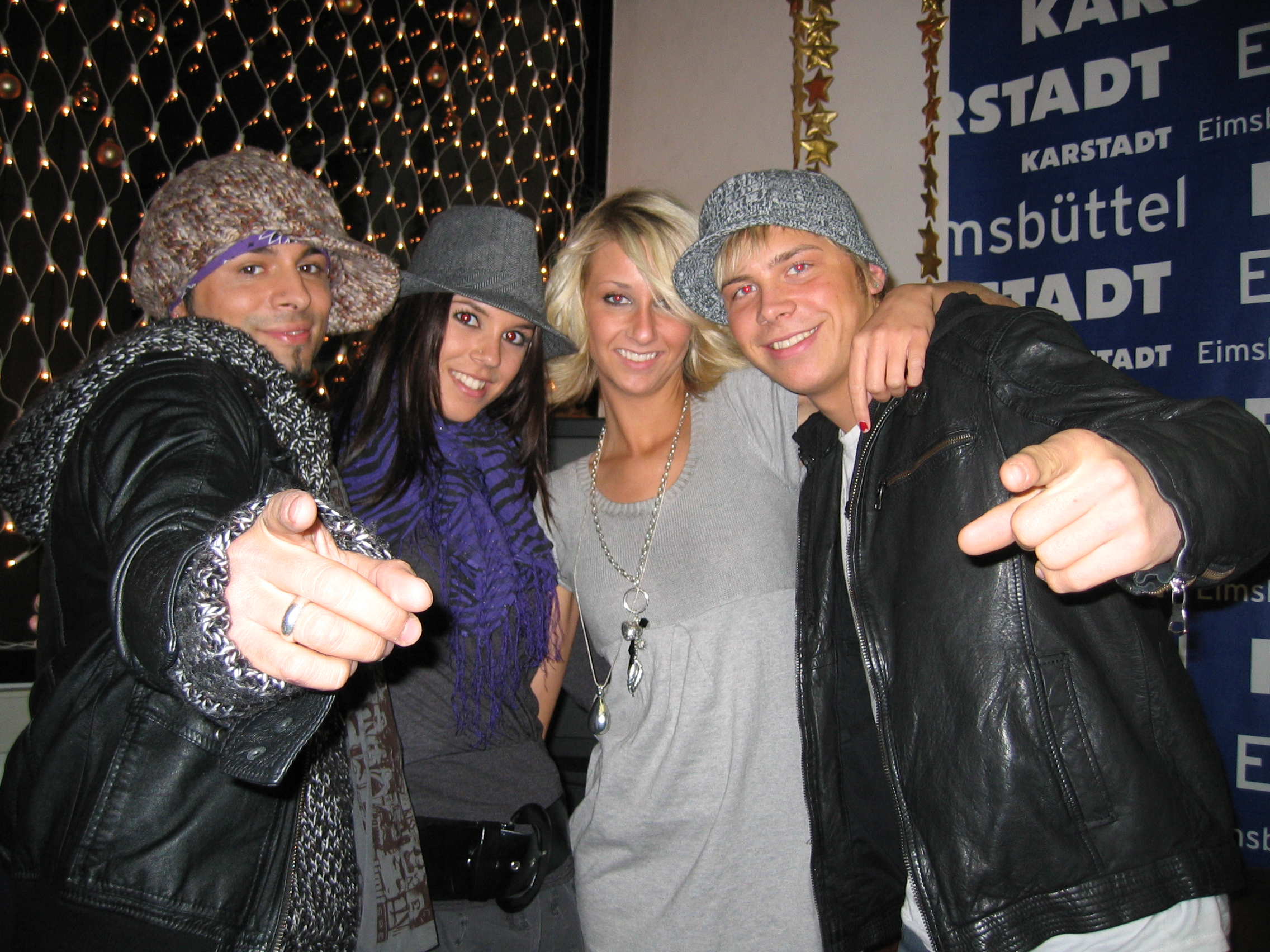
Слева направо: Ангел, Ману, Алина и Ден

- Ману (родилась 18 февраля 1984 года в А́ргау, Швейцария). Первый сценический опыт она получила, когда ей было 18 лет. В Нью-Йорке она обучалась танцевать, актёрскому мастерству и музыке.
- Алина Б (родилась 2 ноября 1984 года в Гейленкирхене) брала уроки фортепиано с 6 лет. В данный момент обучается актёрскому мастерству.
- Ден (родился 17 декабря 1987 года в Берлине) — актёр по образованию. До прихода в beFour он был атлетом.
- Ангел (родился 21 февраля 1982 года в Фельберте) — немецкий танцор, также учится на банкира. Несколько раз появлялся в музыкальных клипах, например в клипе Джессики Волс «Du bist wie ich» («Ты похож на меня»).

## Дискография

### Альбомы
| Год  | Альбом                          | Место в чартах | Место в чартах | Место в чартах | Комментарий                                                         |
| Год  | Альбом                          | DE             | AT             | CH             | Комментарий                                                         |
| ---- | ------------------------------- | -------------- | -------------- | -------------- | ------------------------------------------------------------------- |
| 2007 | All 4 One                       | 1              | 2              | 1              | Дата выхода:13 Июля, 2007 года Продаж +200,000 (Платиновая запись)  |
| 2007 | Hand In Hand (The Winter Album) | 10             | 3              | 13             | Дата выхода: Ноябрь 16, 2007 года Продаж: +100,000 (Золотая запись) |
| 2008 | We Stand United                 | 10             | 4              | 10             | Дата выхода: 18 Апреля, 2008 года Продаж: +100.000 (Золотая запись) |
| 2009 | Friends 4 Ever                  | 7              | 6              | 9              | Дата выхода: 6 Февраля, 2009 года Продаж: Неизвестно                |

### Синглы
| Год  | Альбом                                       | Место в чарте | Место в чарте | Место в чарте | Место в чарте | Комментарий                         |
| Год  | Альбом                                       | DE            | AT            | CH            | EU            | Комментарий                         |
| ---- | -------------------------------------------- | ------------- | ------------- | ------------- | ------------- | ----------------------------------- |
| 2007 | Magic Melody All 4 One                       | 16            | 11            | 14            | 49            | Дата выхода : 14 Июня, 2007 года    |
| 2007 | How Do You Do? / All 4 One All 4 One         | 12            | 5             | 11            | 30            | Дата выхода: 10 Августа, 2007 года  |
| 2007 | Little, Little Love All 4 One                | 27            | 30            | 27            | 176           | Дата выхода: 14 Сентября, 2007 года |
| 2007 | Hand In Hand Hand in Hand (The Winter Album) | 27            | 8             | 73            | 152           | Дата выхода: 9 Ноября, 2007 года    |
| 2008 | Live Your Dream We Stand United              | 16            | 17            | 29            | -             | Дата выхода: 14 Марта, 2008 года    |
| 2009 | No Limit Friends 4 Ever                      | 21            | 13            | 29            | 72            | Дата выхода: 16 Января, 2009 года   |
| 2009 | Ding-A-Dong Friends 4 Ever                   | 61            | -             | -             | -             | Дата выхода: 17 Апреля , 2009 года  |

## DVD
- beFour: der Film! (Дата выхода: 28 сентября 2007 года)[6]

## Награды
- Платиновая запись Альбом All 4 One
- Золотая запись Альбом Hand In Hand (The Winter Album)[3]
- Золотая запись Альбом We Stand United[4]